# Malotium
Malotium is een geslacht van schimmels uit de orde Helotiales. 

## Soorten
Volgens Index Fungorum telt het geslacht acht soorten:
| Soortnaam              | Auteur(s) | Publicatiejaar |
| ---------------------- | --------- | -------------- |
| Malotium clavatum      | Velen.    | 1934           |
| Malotium cyphelliforme | Velen.    | 1947           |
| Malotium limbatum      | Velen.    | 1939           |
| Malotium lycopi        | Velen.    | 1947           |
| Malotium minutum       | Velen.    | 1934           |
| Malotium quercinum     | Velen.    | 1934           |
| Malotium ruborum       | Velen.    | 1934           |
| Malotium salicinum     | Velen.    | 1947           |